# Championnat de Mauritanie de football 2022-2023
Navigation
Édition précédente Édition suivante
La saison 2022-2023 du Championnat de Mauritanie de football est la quarante-quatrième édition de la Super Division 1, le championnat national de première division en Mauritanie. Les quatorze équipes se rencontrent deux fois au cours de la saison. À la fin du championnat, les deux derniers du classement sont relégués et remplacés par les deux finalistes du championnat de deuxième division.
Le FC Nouadhibou, le tenant du titre, remporte son 11e championnat dès la 21e journée.

## Déroulement de la saison
L'ASC Tidjikja est renommé Chemal FC avant le début de la saison.
Le championnat commence le 14 octobre 2022. Après la 12e journée le championnat fait une pause, à cause de la participation de l'équipe de Mauritanie au CHAN 2023.

## Participants
- Nouakchott King's
- ASC SNIM
- ACS Ksar
- ASAC Concorde
- AS Garde Nationale
- ASC Tidjikja renommé Chemal FC
- FC Médine Trarza
- FC Nouadhibou
- FC Tevragh Zeïna
- ASC Police
- Kaédi FC
- FC Inter Nouakchott - Promu de D2
- ASC Gendrim - Promu de D2
- AS Douanes

## Compétition
Le classement est établi sur le barème de points suivant : victoire à 3 points, match nul à 1, défaite à 0.
| Rang | Équipe                | Pts | J  | G  | N  | P  | Bp | Bc | Diff |
| ---- | --------------------- | --- | -- | -- | -- | -- | -- | -- | ---- |
| 1    | FC Nouadhibou T C     | 69  | 26 | 22 | 3  | 1  | 59 | 16 | +43  |
| 2    | Chemal FC             | 50  | 26 | 15 | 5  | 6  | 35 | 23 | +12  |
| 3    | FC Tevragh Zeïna      | 48  | 26 | 14 | 6  | 6  | 31 | 17 | +14  |
| 4    | AS Douanes            | 41  | 26 | 11 | 8  | 7  | 32 | 23 | +9   |
| 5    | Kaédi FC              | 41  | 26 | 11 | 8  | 7  | 31 | 32 | -1   |
| 6    | Nouakchott King's     | 37  | 26 | 11 | 4  | 11 | 30 | 26 | +4   |
| 7    | ASAC Concorde         | 33  | 26 | 9  | 6  | 11 | 28 | 29 | -1   |
| 8    | AS Garde Nationale    | 32  | 26 | 9  | 5  | 12 | 29 | 33 | -4   |
| 9    | ASC Gendrim P         | 29  | 26 | 7  | 8  | 11 | 16 | 24 | -8   |
| 10   | FC Inter Nouakchott P | 28  | 26 | 7  | 7  | 12 | 23 | 27 | -4   |
| 11   | ACS Ksar              | 28  | 26 | 6  | 10 | 10 | 21 | 29 | -8   |
| 12   | ASC SNIM              | 27  | 26 | 5  | 12 | 9  | 20 | 24 | -4   |
| 13   | FC Médine Trarza      | 21  | 26 | 6  | 3  | 17 | 23 | 53 | -30  |
| 14   | ASC Police            | 17  | 26 | 4  | 5  | 17 | 13 | 35 | -22  |

|  | Qualification pour la Ligue des champions 2023-2024                                        |
|  | Qualification pour la Coupe de la confédération 2023-2024                                  |
|  | Relégation                                                                                 |
|  | T : Tenant du titre C : Vainqueur de la Coupe de Mauritanie P : Promu de deuxième division |

## Bilan de la saison
| Championnat de Mauritanie de football 2022-2023 |                           |
| Champion                                        | FC Nouadhibou (11e titre) |
| Coupes et trophées                              |                           |
| Vainqueur de la Coupe de Mauritanie 2022-2023   | FC Nouadhibou             |
| Qualifications continentales                    |                           |
| Ligue des champions de la CAF 2023-2024         | FC Nouadhibou             |
| Coupe de la confédération 2023-2024             | AS Douanes                |
| Promotions et relégations                       |                           |
| Promus en Première division                     | ASC Entou de Kiffa        |
| Promus en Première division                     | AS Pompiers               |
| Relégués en Deuxième division                   | FC Médine Trarza          |
| Relégués en Deuxième division                   | ASC Police                |